# San Luis, La Trinitaria
San Luis är en ort i Mexiko.   Den ligger i kommunen La Trinitaria och delstaten Chiapas, i den sydöstra delen av landet, 900 km öster om huvudstaden Mexico City. San Luis ligger 1 377 meter över havet och antalet invånare är 386.
Terrängen runt San Luis är huvudsakligen kuperad, men åt nordost är den bergig. Runt San Luis är det ganska glesbefolkat, med 47 invånare per kvadratkilometer. Närmaste större samhälle är San Isidro el Zapotal, 6,2 km nordost om San Luis. I omgivningarna runt San Luis växer i huvudsak städsegrön lövskog.